# Guillaume Cardascia
Guillaume Cardascia, né le 31 juillet 1914 à Sienne et mort le 27 septembre 2006 à Antony, est un historien du droit français.

## Biographie
Guillaume Cardascia fait ses études au lycée Charlemagne à Paris, puis à partir de 1932 à la Faculté de droit de l'Université de Paris, où il suit notamment les cours de François Olivier-Martin et André Fliniaux. Il s’intéresse aux sources juridiques transcrites en écriture cunéiforme et apprend le sumérien et l'akkadien à l'École pratique des hautes études. Il sert comme officier pendant la Seconde Guerre mondiale. Il soutient en 1946 sa thèse d'histoire du droit ; il est reçu en 1949 au concours d’agrégation d’histoire du droit.
À partir de 1949, il enseigne à l'université de Sarrebruck, puis à partir de 1954 à l'université de Caen. De 1965 à 1983, il est professeur d'histoire du droit à la Faculté de droit de l'Université de Paris II. Son domaine de recherche est le droit antique, et plus particulièrement ceux de l'ancien Proche-Orient.

## Publications
- « L’apparition dans le droit des classes d’honestiores et d’humiliores », Revue historique de droit français et étranger (RHDFE), XXVIII, 1950, pp. 305-337 et 461-485.
- Les archives du Murasu. Une famille d'hommes d'affaires de Babylonie à l'époque perse (455-403 av. J.-C.). Paris, Imprimerie nationale, 1951 (thèse de doctorat)
- Les lois assyriennes. Introduction, traduction, commentaire. Paris, Éditions du Cerf, 1969.
- Gesetze B. Assyrien, dans : Reallexikon der Assyriologie und Vorderasiatischen Archäologie.
- Les terrasses de Chaumot, ou les rêves de Xavier de Saxe, Un oncle maternel de Louis XVI (roman historique), Mazet-Saint-Voy, éd. Tarmeyre, 2004.